# Henckelia simplex
Henckelia simplex är en tvåhjärtbladig växtart som först beskrevs av Friedrich Fritz Wilhelm Ludwig Kraenzlin, och fick sitt nu gällande namn av Brian Laurence Burtt. Henckelia simplex ingår i släktet Henckelia och familjen Gesneriaceae. Inga underarter finns listade i Catalogue of Life.